# Bernhard von Heß

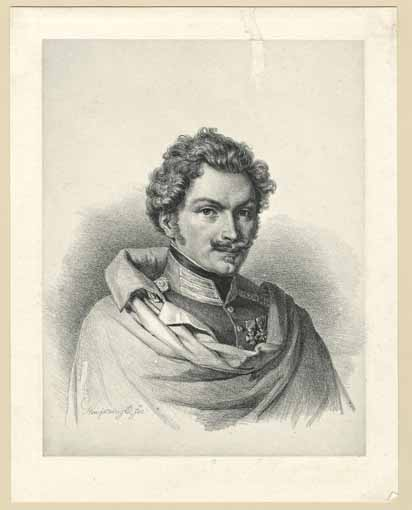
Bernhard von Heß

Bernhard Franz Friedrich von Heß (* 22. Mai 1792 in Hammelburg; † 20. April 1869 in Kissingen) war ein bayerischer Generalleutnant sowie Kriegsminister von Griechenland und Bayern.

## Leben

### Herkunft
Er war der Sohn des Gutsbesitzers und Fürstlich Fuldaischen Hofrats Philipp von Heß und dessen Ehefrau Gertraud Wankel. Seine Geschwister waren Friedrich Georg Blasius Bonifatius (1787–1854), Anna Maria Dorothea (* 1791), Karl (1788–1872).
Vom sechsten bis zum 18. Lebensjahr besuchte Heß die Lateinschule in Hammelburg, um dann an der Universität Würzburg Mathematik und Naturwissenschaften zu studieren.
Als im Frühjahr 1813 die deutschen Fürsten den Widerstand gegen die französische Besatzungsmacht organisierten, meldete sich Heß freiwillig und auf eigene Kosten, bewaffnet und beritten zum Dienst im Jäger-Bataillon der Fuldaer Landwehr. Von seinen Kameraden zum Hauptmann gewählt, zog der junge Offizier mit der Armee des Generals Karl Philipp Fürst zu Schwarzenberg zum Oberrhein und von dort aus nach Lyon und Grenoble gegen die französische Armee unter dem Kommando des Marschalls Augereau und zeichnete sich in mehreren Gefechten aus.
Nach dem Friedensschluss im Jahr 1815 kehrte er in seine Heimatstadt zurück, die am 1. Mai 1816 in das Königreich Bayern integriert wurde. Schon bald trat Heß freiwillig in die Bayerische Armee ein und diente in Würzburg im neuaufgestellten 2. Jäger-Bataillon, dann im 2. Bataillon des 12. Infanterie-Regiments. Dieses Bataillon war 1832 eines der vier Infanteriebataillone jener Schutztruppe, die den von der griechischen Nationalversammlung zum König gewählten Prinzen Otto, den zweiten Sohn König Ludwigs I. von Bayern, nach Griechenland begleitete. Am 7. Februar 1833 zog der junge Monarch an der Spitze von 3.500 bayerischen Soldaten in seiner provisorischen Residenzstadt Nauplia ein.
Nach dem Befreiungskrieg gegen die Türken (1821–1827; siehe auch: Schlacht von Navarino) hatten die bayerischen Truppen die Aufgabe, sowohl die äußere als auch die innere Sicherheit des Staates zu gewährleisten. Während die Türken die Grenzen des neu geschaffenen Königreichs Griechenland weitgehend respektierten, waren es die Palikaren (Freiheitskämpfer), die durch Aufstände die innere Sicherheit störten.
Nach einem Jahr hätte Heß Griechenland wieder verlassen sollen, doch blieb er freiwillig dort, um General Karl Wilhelm von Heideck beim Aufbau der griechischen Armee zu unterstützen. In der Zeit von 1833 bis 1843 hatte Heß mit seinem Bataillon, das anfangs überwiegend aus bayerischen Freiwilligen bestand, ständig Aufstandsbewegungen gegen die Regierung zu beenden oder im Keim zu ersticken. Inzwischen zum Oberstleutnant befördert, löste er diese Aufgabe mit Umsicht und Entschiedenheit, aber auch durch Menschlichkeit und Milde. König Otto ernannte ihn deshalb 1835 zum Kommandeur seiner Leibgarde, 1836 zum Stadtkommandanten von Athen, beförderte ihn zum General, ernannte ihn zu seinem Hofmarschall und 1842 schließlich zum Kriegsminister.
Am 3. September 1843 brach in Griechenland wieder ein Aufstand aus, der zum Ziel hatte, König Otto in seinen Rechten einzuschränken und alle Fremden aus dem griechischen Militär- und Staatsdienst zu entfernen. Heß fügte sich nicht freiwillig dem Verlangen der Aufständischen, sondern trat erst von seinen Ämtern zurück, als König Otto es ihm befahl. Nach seinem Abschied aus dem griechischen Heer war Heß zunächst Hofmarschall und Obersthofmeister von Königin Amalie.
1844 wurde Heß als Major in der Bayerischen Armee wieder angestellt. Er erhielt das Kommando über ein Bataillon im 8. Infanterie-Regiment, wurde 1847 Oberstleutnant und Kommandeur des 3. Jäger-Bataillons sowie 1849 Oberst und Kommandeur des 1. Infanterie-Regiments. Im gleichen Jahr hatte er abermals einen Auslandseinsatz: Er nahm an der Bundesexekution gegen die Aufständischen in Baden teil (siehe auch: Deutsche Revolution 1848/49). Danach wurde Heß zum Generalmajor und 1863 zum Generalleutnant befördert. Während der Jahre 1862/63 war er kurzfristig dreimal bayerischer Kriegsminister.
Im Jahre 1867 trat er in den Ruhestand, den er in Kissingen im Kurhotel seines Bruders Karl verlebte. Am 20. April 1869 starb er unverheiratet in Kissingen. Seine Leiche wurde in feierlichem Zuge nach Hammelburg überführt, wo sie in der Heß´schen Familiengruft beigesetzt wurde.